# Michail Jewgenjewitsch Misinzew

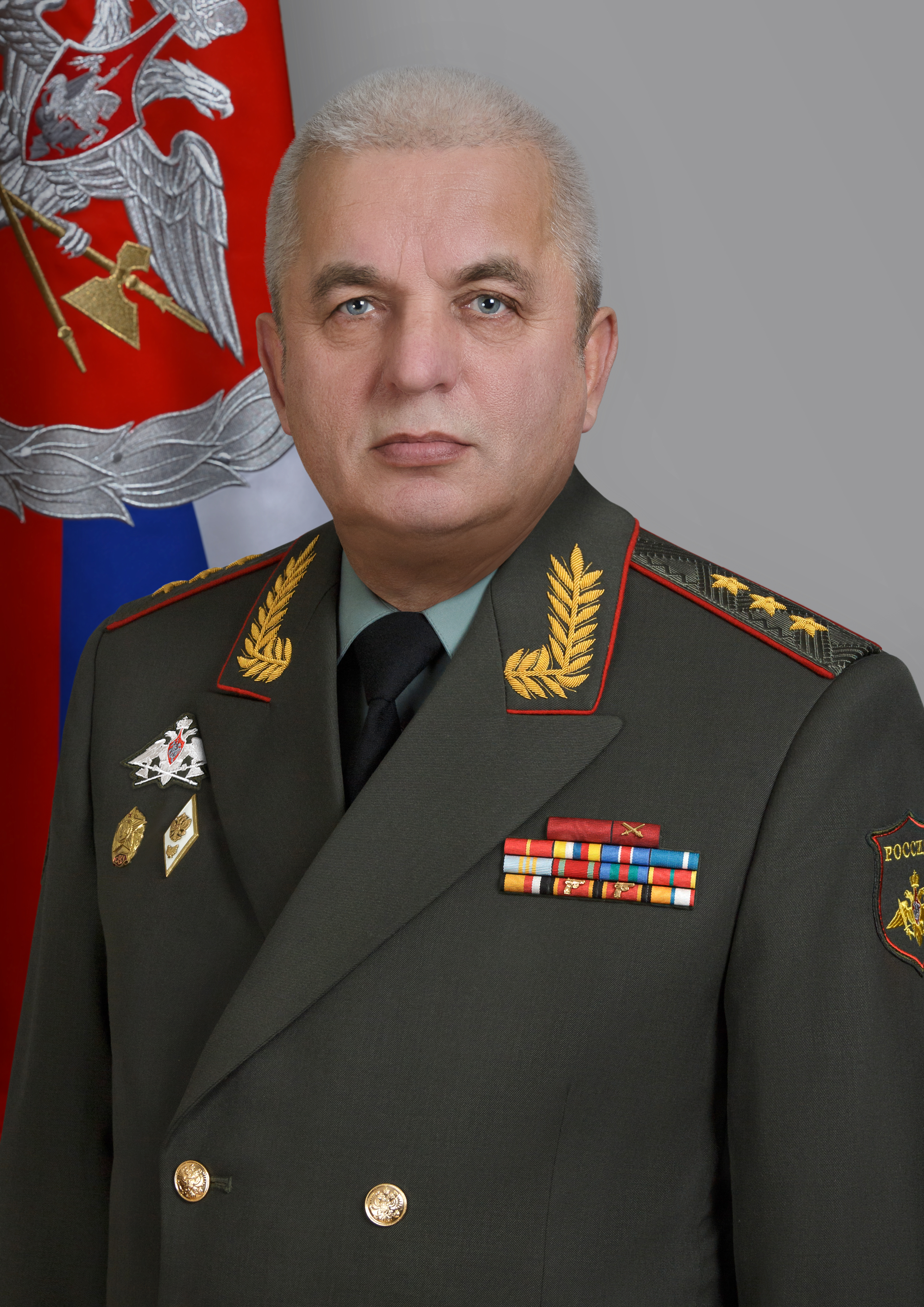
Michail Misinzew (2022)

Michail Jewgenjewitsch Misinzew (russisch Михаил Евгеньевич Мизинцев; * 10. September 1962 in Awerinskaja, Oblast Wologda, Sowjetunion) ist ein Generaloberst der russischen Streitkräfte. Er war von September 2022 bis April 2023 stellvertretender Verteidigungsminister der Russischen Föderation und trat nach seiner Entlassung aus dem Verteidigungsministerium zur Gruppe Wagner über.
Misinzew soll für die Angriffe auf das syrische Aleppo und das ukrainische Mariupol verantwortlich sein. Daher wurde er von westlichen Politikern und Medien Schlächter von Mariupol genannt. Ob er die Angriffe tatsächlich befohlen hat bzw. für diese verantwortlich ist, ist nicht sicher.

## Leben
Von 1970 bis 1978 besuchte Michail Misinzew die Dwiniza-Sekundarschule im Rajon Sjamschenski. 1978 trat er in die Suworow-Militärschule in Kalinin ein. Seine militärische Ausbildung erhielt er von 1980 bis 1984 an der Höheren Schule für kombinierte Waffenkunde in Kiew. Anschließend wurde er in der DDR Kommandeur eines sowjetischen Aufklärungszuges und stieg bis 1989 zum stellvertretenden Kommandeur des Aufklärungsbataillons der Panzerdivision der kombinierten Waffenarmee in der Westgruppe auf. Ab 1990 war er den transkaukasischen Truppen zugeordnet. 1993 begann er ein Studium an der Militärakademie „Michail Wassiljewitsch Frunse“ und wurde nach dem Abschluss 1996 leitender Offizier der Hauptoperationsdirektion des Generalstabs der russischen Streitkräfte und war weiterhin in der Gruppe der russischen Streitkräfte in Transkaukasien, in den Militärbezirken Leningrad, Moskau, Nordkaukasus, Süd sowie im Generalstab der Streitkräfte der Russischen Föderation eingesetzt.
Im August 2012 wurde er Leiter des zentralen Kommandopostens des Generalstabs, und mit der Gründung des Nationalen Zentrums für Verteidigungsmanagement wurde er 2014 dessen Leiter.  Am 22. Februar 2014 wurde er zum Generalleutnant, drei Jahre darauf zum Generaloberst befördert.
Beim Überfall Russlands auf die Ukraine im Jahr 2022 soll er für die Belagerung und Zerstörung von Mariupol verantwortlich gewesen sein. Im Zusammenhang mit dem Krieg wurde er mit Sanktionen durch Kanada, das Vereinigte Königreich, Australien und die EU belegt.
Nach der Entlassung des stellvertretenden Verteidigungsministers Dmitri Bulgakow im September 2022 wurde Misinzew dessen Nachfolger. Misinzew wurde im April 2023 durch Alexei Kusmenkow, bisher stellvertretender Direktor der Russischen Nationalgarde, ersetzt. Am 5. Mai 2023 trat Misinzew daraufhin in den Dienst der Gruppe Wagner.

## Auszeichnungen
- Orden für Verdienste um das Vaterland, IV. Klasse mit Schwertern[1]
- Orden „Für den Dienst am Vaterland in den Streitkräften der UdSSR“, III. Klasse[1]
- Russischer Staatspreis Georgi Konstantinowitsch Schukow[1]
- 2015: Ehrenbürger des Stadtbezirkes Sjamschenskii (Сямженского муниципального района)[13][14]